# قامل (روستا)
 قامل  (در عربی:  الَقامِل )
نام روستایی است در دهستان القرعة از توابع استان رَیمه در کشور یمن در شبه جزیره عربستان.

## جمعیت
جمعیت آن (۱۱۹ ) نفر (۱۶ خانوار) می‌باشد.